# Zabytki w Zambrowie
1. Kościół parafialny pw. Świętej Trójcy, wybudowany w 1879, restaurowany w latach 1948-1950; gruntownie przebudowany po 1990 r.
– epitafium inskrypcyjne Bartłomieja Laskowskiego (zm. 1652), ufundowane w 1655 r. przez jego syna Stanisława Laskowskiego, wojewodę płockiego; przeniesione z nieistniejącego kościoła parafialnego
– epitafium inskrypcyjne Ignacego Jana Dąbrowskiego (zm. 1865)
– epitafium inskrypcyjne Jana Mleczko (zm. 1868) i jego żony Konstancji z Downarowiczów (zm. 1882)
– monstrancja barokowa, ufundowana w 1698 r. przez proboszcza zambrowskiego ks. Adama Rostkowskiego
– kielich mszalny rokokowy z ok. 1600 r. (ofiarowany po 1641 r. przez Krzysztofa Koniecpolskiego, wojewodę bełskiego); obecnie używany jako puszka z pokrywą dorobioną ok. 1900 r.
– kielich mszalny, barokowy z XVIII w., podróżny
– kielich mszalny z poł. XIX w.
– kielich mszalny z pocz. XX w.
– puszka barokowa w 1626 r. ufundowana przez proboszcza Alberta Czaplicę
– puszka klasycystyczna z 1825 r.
– krzyż ołtarzowy, neobarokowy z końca XIX w.
2. Ogrodzenie cmentarza kościelnego wraz z bramą, wybudowane w początku XX.
3. Kapliczka św. Jana Nepomucena, znajdująca się w północno-wschodnim narożniku cmentarza kościelnego (pierwotnie umiejscowiona przy moście nad Jabłonką)
4. Cmentarz grzebalny rzymskokatolicki założony w 1795 r.
5. Kaplica drewniana na cmentarzu grzebalnym rzymskokatolickim (rok budowy 1795).
6. Kaplica grobowa rodziny Woyczyńskich na cmentarzu grzebalnym rzymskokatolickim (rok budowy 1870).
7. Ogrodzenie cmentarza grzebalnego rzymskokatolickiego (rok budowy 1868).
8. Cmentarz grzebalny żydowski z I połowy XIX w.
9. Cmentarz wojenny żołnierzy i jeńców radzieckich (z lat 1941-1944).
10. Kompleks budynków wojskowych (28 budynków: koszarowe, magazynowe, gospodarcze), wybudowany w latach 1885-1900.
11. Kamienica przy ul. Tadeusza Kościuszki 2, wybudowana w 1894 r.
12. Kamienica przy ul. Tadeusza Kościuszki 3, wybudowana w 1896 r.
13. Kamienica przy ul. Tadeusza Kościuszki 4, wybudowana w 1897 r.
14. Kamienica przy ul. Tadeusza Kościuszki 7, wybudowana w 1890 r.
15. Kamienica przy ul. Tadeusza Kościuszki 8, wybudowana w 1902 r.
16. Kamienica przy ul. Tadeusza Kościuszki 9, wybudowana w 1912 r.
17. Kamienica przy ul. Tadeusza Kościuszki 12-14, wybudowana w latach 1896-1897.
18. Kamienica przy ul. Tadeusza Kościuszki 13, wybudowana w 1891 r.
19. Kamienica przy ul. Tadeusza Kościuszki 15, wybudowana w 1895 r.
20. Kamienica przy ul. Tadeusza Kościuszki 17, wybudowana w 1892 r.
21. Kamienica przy ul. Tadeusza Kościuszki 18, wybudowana w 1897 r.
22. Kamienica przy ul. Adama Mickiewicza 5, wybudowana w 1912 r.
23. Kamienica przy placu gen. Władysława Sikorskiego 3, wybudowana w 1900 r.
24. Kamienica przy placu gen. Władysława Sikorskiego 4, wybudowana w 1900 r.
25. Kamienica przy placu gen. Władysława Sikorskiego 5, wybudowana w 1900 r.
26. Kamienica przy placu gen. Władysława Sikorskiego 10, wybudowana w końcu XIX w.
27. Kamienica przy placu gen. Władysława Sikorskiego 16, wybudowana w końcu XIX w.
28. Kamienica przy placu gen. Władysława Sikorskiego 17, wybudowana w 1894 r.
29. Kamienica przy placu gen. Władysława Sikorskiego 18, wybudowana w końcu XIX w.
30. Dawna poczta przy al. Wojska Polskiego 16, wybudowana w początku XX w.
31. Krzyż przydrożny przy drodze na Klimasze z ok. 1890 r.